# Heinebach
Heinebach ist der größte Ortsteil der Gemeinde Alheim im osthessischen Landkreis Hersfeld-Rotenburg.

## Geographische Lage
Heinebach liegt im Nordosten Hessens, im Flusstal der Fulda und an dessen östlichen Talhängen, zwischen Rotenburg an der Fulda und Melsungen. Südlich an das Dorf schließt das Gewerbegebiet der Gemeinde Alheim an.

## Geschichte
Erstmals urkundlich erwähnt wird der Ort im Jahre 775. 1229 ist erstmals ein Pleban belegt, was auf eine zu dieser Zeit bestehende Kirche schließen lässt. 1324 und 1326 ist namentlich ein „Herhove“ als Priester in Heinebach genannt. Ein Neubau der evangelischen Kirche erfolgte 1730, die Ausmalung 1747. Von 1678 bis 1938 bestand in Heinebach eine jüdische Gemeinde mit einer eigenen Synagoge und einer eigenen Schule. Die verstorbenen Juden wurden auf dem jüdischen Friedhof in Binsförth beerdigt. Im Jahre 1939 hatte das Dorf 1260 Einwohner und gehörte zum Landkreis Melsungen.
Im Jahr 2011 fand die 1225-Jahr-Feier statt.

### Gebietsreform
Im Rahmen der Gebietsreform in Hessen wurde Heinebach, das bis dahin dem Landkreis Melsungen angehörte, mit neun anderen Dörfern am 1. August 1972 zur neu gegründeten Gemeinde Alheim zusammengeschlossen. Die Gemeindeverwaltung befindet sich im benachbarten Baumbach.

### Historische Ortsname
In erhaltenen Urkunden wurde Heinebach unter den folgenden Namen erwähnt (in Klammern das Jahr der Erwähnung):
- Heginebach in pago Hassorum (775) [Urkundenbuch der Reihxabtei Fulda Band 1; 1, Nr. 38]
- Hagenebach (1061) [HStAM Bestand Urk. 75 Nr. 108][6]
- Hegenebach (1196) [HStAM Bestand Urk. 18 Nr. 638][7]
- Heynebach (1229)  [Wenck 3 UB 105]
- Heinbach (1540) [HStAM Bestand S Nr. 575][8]
- Hainebach (1708/10) [Schleenstein, Landesaufnahme, Karte Nr. 8]
- Heinebach (1585) [Der ökonomische Staat, S. 90]

## Wappen
| Wappen von Heinebach | Blasonierung: „In Rot ein silberner Schrägrechtsstrom belegt mit 3 hintereinander liegenden schrägrechts gerichteten grünen Eichblättern.“ |

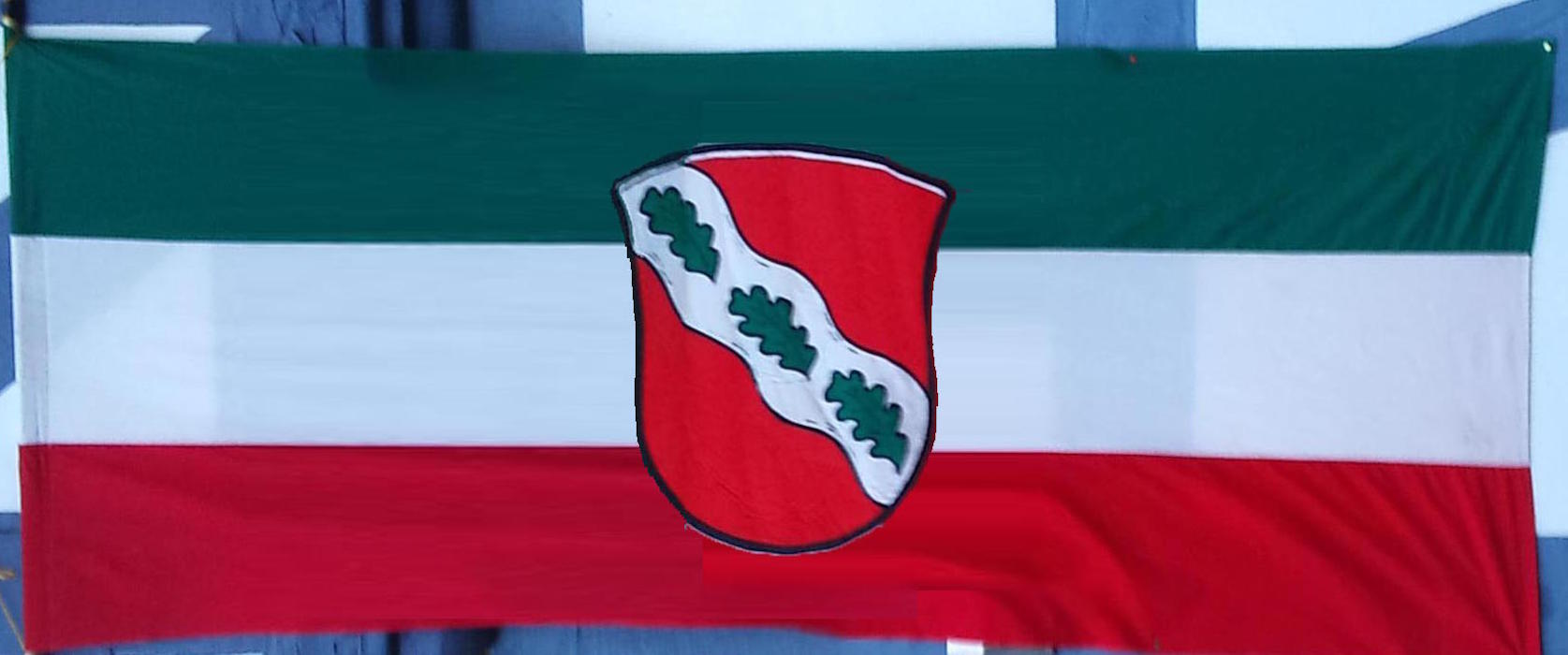
Heinebach Fahne

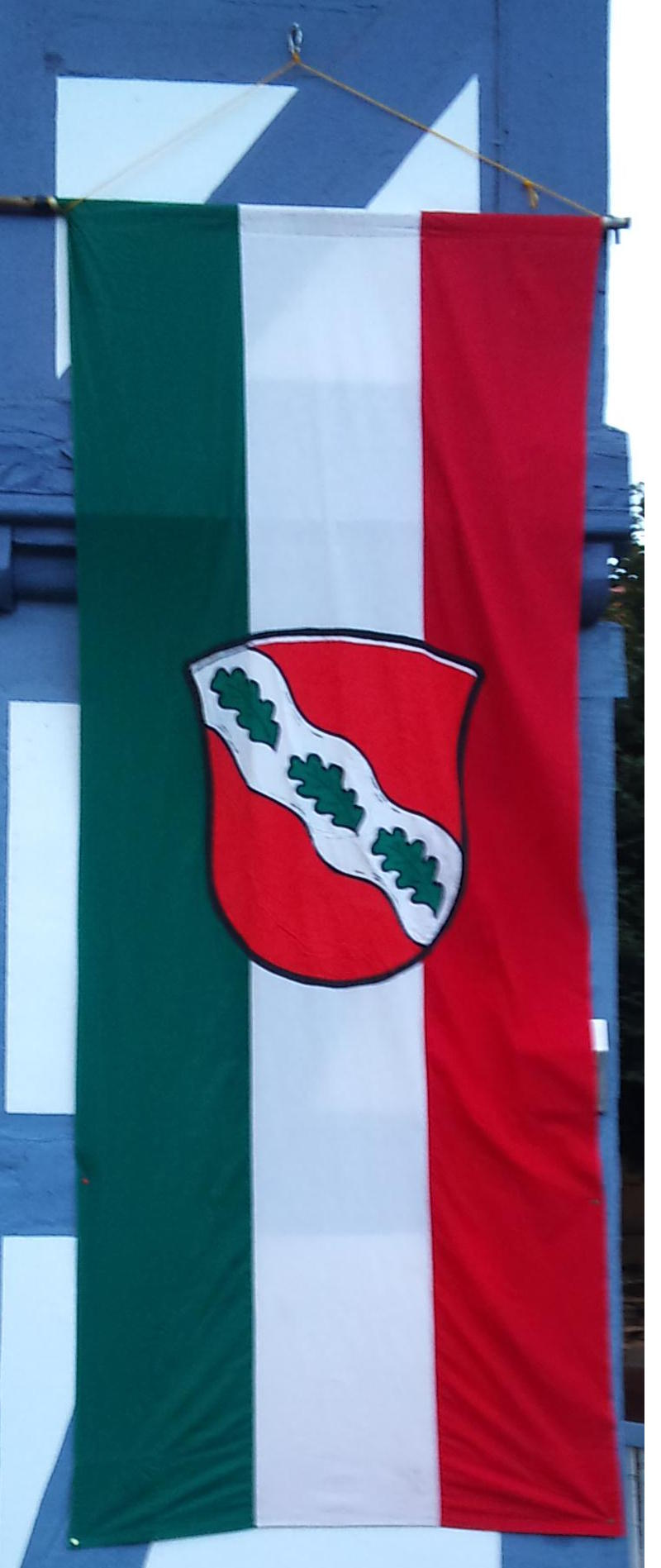
Heinebach Banner

| Wappen von Heinebach | Wappenbegründung: "Wir empfehlen der Gemeinde Heinebach, bei der Einführung eines Gemeindewappens auf historische Erinnerungen zu verzichten und schlagen ihr vor, den als Anlage beigefügten Wappenentwurf ausführen zu lassen. Er zeigt in Rot einen silbernen Bach, in dem drei grüne Eichblätter schwimmen. Dieses "redende Wappen" würde sich auch dadurch auszeichnen, daß es in dieser oder ähnlicher Form in Hessen noch nicht vorkommt." Staatsarchiv Tgb.-Nr.: II/707 Marburg/L., den 27. Juli 1954 Der Staatsarchivdirektor Prof. Dr. Dehio Das Wappen wurde am 9. März 1955 durch das Hessische Innenministerium genehmigt. |

## Vereine
Im Kulturleben des Ortes sind folgende Vereine aktiv:
- Brieftaubenverein „Kehre wieder“
- Förderverein der Lindenschule e. V.
- Freiwillige Feuerwehr Heinebach
- Fußballclub 1928 Heinebach
- Gesangverein 1874 Heinebach e. V.
- Gewerbeverein Alheim
- Heimat- und Wanderverein Heinebach
- Kaninchenzuchtverein 1931 e. V. K 41
- Landfrauenverein Heinebach
- Evangelische Chrischona-Gemeinde Heinebach
- Evangelische Kirchengemeinde Heinebach
- Reit- und Fahrverein Heinebach e. V.
- Schrebergartenverein Heinebach
- Schützenverein 1924 Heinebach e. V.
- Tennisclub Alheim 1978 e. V.
- Verein für Deutsche Schäferhunde e. V.
- Kulturring Heinebach
- Verein für Fotografie und Kultur Alheim
- Freundeskreis zur Förderung der Kirchenmusik
- Sozialverband VdK, Ortsgruppe Heinebach

## Wirtschaft und Infrastruktur

### Grundversorgung
Heinebach ist mit zurzeit (2012) drei praktischen Ärzten, einem Zahnarzt und einer Apotheke versorgt. Das Einzelhandelsangebot im Ort umfasst mehrere Supermärkte, Bäcker, Fleischer, einen Baumarkt, ein Textilgeschäft und weitere kleinere Anbieter, sowie eine Tankstelle mit Waschanlage. Gastronomie- und Beherbergungsbetriebe ergänzen den Dienstleistungsbereich.

### Verkehr
Am westlichen Ortsrand schneiden die Bundesstraße 83 und die Bahnstrecke Bebra–Baunatal-Guntershausen die Ortslage.
Die Fernradwege R1 (Fulda-Radweg) und R5 (Hessischer Radfernweg) verlaufen westlich zwischen dem Ortsrand und der Bahnstrecke auf der einen und der Fulda auf der anderen Seite.
Der öffentliche Personennahverkehr (ÖPNV) erfolgt organisatorisch unter dem Dach des NVV. Heinebach ist Bahnhaltepunkt auf der Bahnstrecke Bebra–Baunatal-Guntershausen, dieser wird von der NVV-Linie RB5 bedient.
| Linie | Verlauf | Takt   |
| ----- | --- | ------ |
| RB5   | Kassel Hbf – Kassel-Wilhelmshöhe – Guxhagen – Melsungen – Malsfeld – Malsfeld-Beiseförth – Altmorschen – Heinebach – Rotenburg an der Fulda – Lispenhausen – Bebra – Ludwigsau-Friedlos – Bad Hersfeld – Haunetal-Neukirchen – Burghaun – Hünfeld – Fulda Stand: Fahrplanwechsel Dezember 2021 | 60 min |

Im Bahnhofsgebäude befindet sich im ehemaligen Wartesaal ein ca. 2 × 1,5 m großes Gemälde, welches eine stilisierte Karte der Umgebung mit Orten und Eisenbahnlinien des vergangenen Jahrhunderts zeigt.
Der Ort verfügt zudem über mehrere Bushaltepunkte. Im Bushalt am Bahnhof Heinebach laufen werktags einige Busverbindungen aus allen Ortsteilen der Gemeinde Alheim (Linien 304, 305, 308) zusammen. Werktags und samstags verkehrt die Linie 305 stündlich/zweistündlich über die westlichen alheimer Ortsteile weiter über Braach, Rotenburg an der Fulda, Lüdersdorf, Breitenbach und Bebra.

### Bildung
- Eine Grundschule – die Lindenschule – mit Turnhalle und ein Kindergarten werden im Ort betrieben.
- Eine freie christliche Grundschule, die Martin-Luther-Schule an ihrem neuen Standort „Auf der Welle 10“[11]

### Freizeit und Sport
- Im Außenbereich befindet sich, direkt am Fuldaradweg / Hessischer Fernradweg R1 gelegen, ein Freizeitsee und, tiefer in der Fuldaaue, ein zweifeldiger Fußballplatz mit Flutlichtanlage. Eine Mehrfeldtennisanlage befindet sich am Ostrand des Ortes.
- Der Kulturhistorische Rundwanderweg wurde mit dem Förderpreis für hessische Heimatgeschichte ausgezeichnet.
- Außerdem unterhält die Gemeinde ein Dorfgemeinschaftshaus „Haus der Generationen“ (kurz HdG) und mehrere Kinderspielplätze. Der größte Spielplatz, die „Hessenallee“ hat einen parkähnlichen Charakter und besitzt zudem auch Trainingsgeräte für Erwachsene.
- Westlich liegt ein kleiner Freizeit- und Badesee.

### Betriebe
Heinebach ist Standort eines Gipswerkes, einer großen Kraftverkehrsspedition und weiterer Betriebe. Ein Photovoltaikbetrieb ist heute größter Arbeitgeber im Ort.

## Kulturdenkmäler
- In der Liste der Kulturdenkmäler in Alheim sind für Heinebach 27 Kulturdenkmäler und die Gesamtanlage Heinebach aufgeführt.

## Persönlichkeiten
- Hermann Gerhold (1839–1918), deutscher Pfarrer und Politiker
- Franz Korwan geboren als Sally Katzenstein (1865–1942), Landschaftsmaler der Düsseldorfer Schule
- F. C. Gundlach (1926–2021), Modefotograf
- Ulrich Häde (* 1960), Rechtswissenschaftler und Hochschullehrer